# Ictzictic
Ictzictic är en ort i Mexiko.   Den ligger i kommunen Atzalan och delstaten Veracruz, i den sydöstra delen av landet, 210 km öster om huvudstaden Mexico City. Ictzictic ligger 1 668 meter över havet och antalet invånare är 541.
Terrängen runt Ictzictic är kuperad västerut, men österut är den bergig. Runt Ictzictic är det ganska tätbefolkat, med 129 invånare per kvadratkilometer. Närmaste större samhälle är Atzalan, 4,2 km väster om Ictzictic. I omgivningarna runt Ictzictic växer i huvudsak städsegrön lövskog.